# 巴拉莱卡琴 (歌曲)
《巴拉莱卡琴》（日语：バラライカ）是前早安少女组。成员久住小春的单曲，也是日本电视动画《偶像宣言》第27话至第51话的片头曲。2006年10月25日由zetima发行。

## 概要

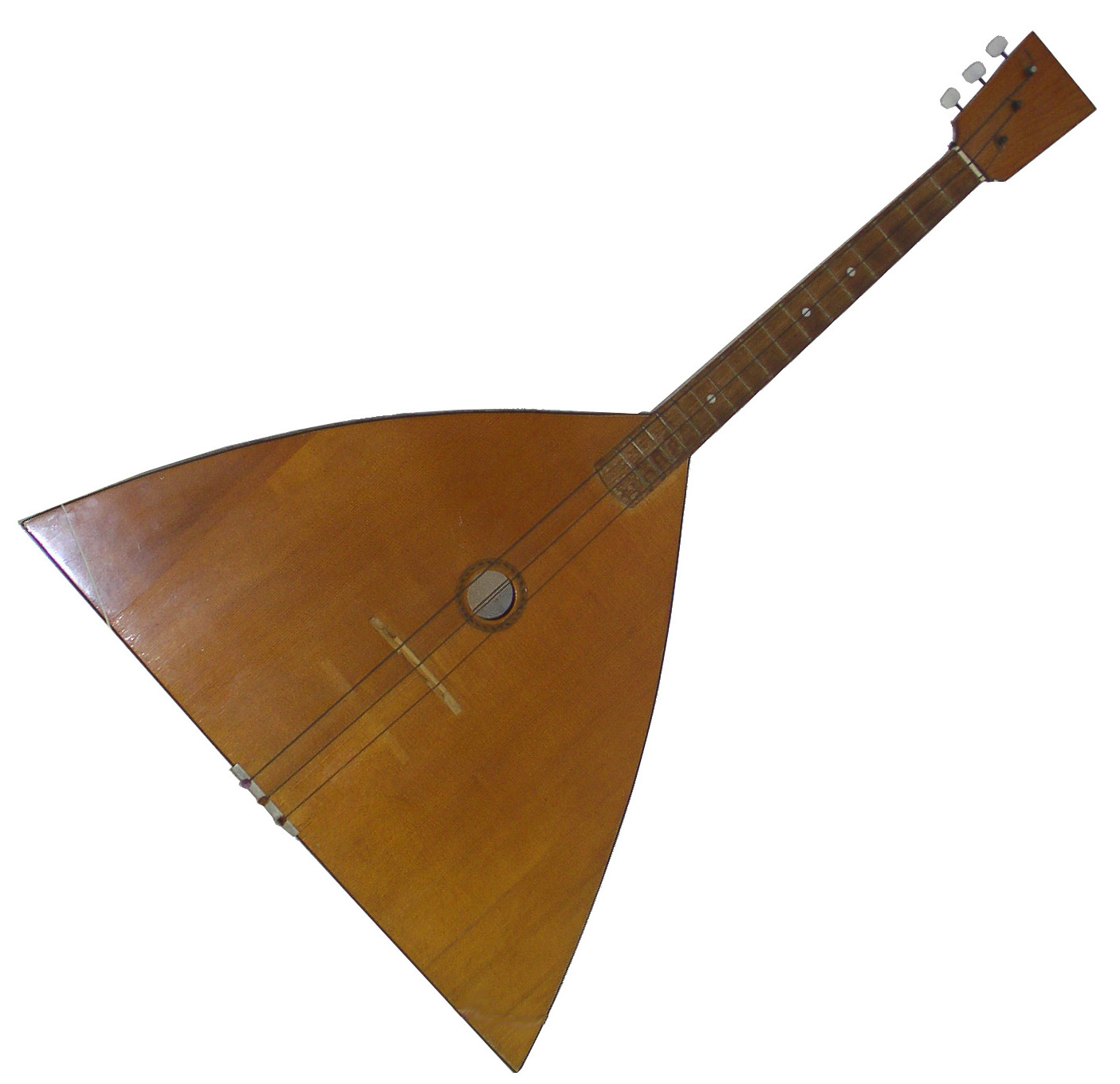
巴拉莱卡琴

巴拉莱卡琴，又名三角琴，为俄罗斯的一种弦乐器。这首歌曲也带有明显的俄罗斯风格。
本单曲为《偶像宣言》第二首片头曲，其B面曲《水色Melody》为《偶像宣言》第27话至第31话的片尾曲。CD发行两周后，DVD版本发行，收录了《巴拉莱卡琴》的MV及幕后花絮。
初回限定盘附赠了“Millefeui Card”（Takara Tomy推出的一种交换卡片），通常盘附赠了特别贴纸。单曲发行首周，在Oricon公信榜排名第8位。

## 收录曲目
（括号中的中文翻译仅供参考，并非官方翻译。）

### CD
1. （巴拉莱卡琴）
作詞：BULGE（日语：BULGE），作曲、編曲：迫茂樹
2. （水色Melody）
作詞：古屋真，作曲：黒須克彦（日语：黑須克彦），編曲：加藤大祐（日语：加藤大祐）
3. （Instrumental）

### DVD
1. （Dance Shot Ver.）

## 网络恶搞
2007年，一位署名的网友在niconico上传了一则标题为的恶搞歌曲影片，将《巴拉莱卡琴》原歌词中的“巴拉莱卡琴”（バラライカ）替换为《瞎攪和的技術》中阿部高和的台词「不做嗎？」（ yaranaika，又譯作「不來一發嗎？」），并添加了一些与男同性恋有关的内容。恶搞版本问世后，立刻在网上爆红，并衍生了大量恶搞影片。
恶搞版的爆红甚至使得久住小春原版也随之走红，并被收录于niconico的人气歌曲精选辑中（仅收录了原版，恶搞版本未收录）。